# Kal'vecknatten
Kal'vecknatten är en kulle i Antarktis. Den ligger i Östantarktis. Norge gör anspråk på området. Toppen på Kal'vecknatten är 2 062 meter över havet.
Terrängen runt Kal'vecknatten är kuperad åt sydost, men åt nordväst är den platt. Trakten är obefolkad. Det finns inga samhällen i närheten. 